# Diverge (film)
Diverge este un film american SF  din 2016 scris, regizat, co-produs și co-editat de James Morrison (debut regizoral).

## Prezentare
Chris Towne este un bărbat care trăiește într-o lume post-apocaliptică, care este disperat să găsească o modalitate de a-și salva soția de la moarte. După ce a întâlnit un bărbat ciudat, i se oferă șansa de a-și salva soția și întreaga rasă umană.

## Distribuție
- Ivan Sandomire - Chris Towne
- Jamie Jackson - Leader
- Andrew Sensenig - Jim Eldon
- Erin Cunningham - Anna Towne
- Chris Henry Coffey - Whitmore
- Adam David Thompson - Brad
- Amber Davila -  Susan

## Recepție
Pe web-site-ul Rotten Tomatoes, filmul are un rating de aprobare de 100% bazat pe 5 recenzii, cu un rating mediu de 7/10. Anton Bitel care scrie pe revista Sight & Sound a inclus filmul printre cele mai bine bune de la festivalul de film Sci-Fi-London din 2017. John Higgins de la revista Starburst a dat filmului 7 stele din 10 și a declarat: „Sandomire este foarte bun în rolul principal și dă consistență filmului... La fel ca excelentul film Imitation Girl de anul trecut, Diverge are mult mai mult de oferit decât acțiune CGI și pirotehnică. Christopher Llewellyn Reed de la Hammer To Nail a scris: „Cu cele 85 de minute ale sale, Diverge ... demonstrează, în repetate rânduri (amintiți-vă: călătoria în timp), că science-fiction cu buget redus poate mai mult decât ceea ce oferă”.
Diverge a primit premii și a avut nominalizări la mai multe festivaluri, printre care Lund International Fantastic Film Festival, Boston Science Fiction Film Festival și Julien Dubuque International Film Festival. 